# Je suis né d'une cigogne
Pour plus de détails, voir Fiche technique et Distribution.
Je suis né d'une cigogne est un film français réalisé par Tony Gatlif, sorti en 1999.

## Synopsis
Otto vit dans une HLM avec sa mère, il est chômeur et vend un journal pour SDF. Louna est coiffeuse et vit chez une vieille dame harcelée par les huissiers. Ils se croisent dans le RER. Otto se sent seul, Louna perd son travail. Avec leur ami Ali, qui brûle la voiture de son père, ils partent au hasard des routes, volant des voitures et braquant ceux qu'ils croisent pour manger. Une cigogne blessée trouvée au bord du chemin va donner un sens à leur cavale : elle se met à leur parler et leur apprend qu'elle s'appelle Mohamed et qu'elle fuit le service militaire en Algérie...

## Fiche technique
- Titre : Je suis né d'une cigogne
- Réalisation : Tony Gatlif
- Scénario : Tony Gatlif
- Musique : Tony Gatlif
- Photographie : Claude Garnier et Éric Guichard
- Montage : Monique Dartonne
- Société de production : Princes Films et Canal+
- Société de distribution : Mondo Films (France)
- Pays de production :  France
- Genre : aventures, policier et comédie dramatique
- Durée : 80 minutes
- Date de sortie : 
  - France : 24 novembre 1999

## Distribution
- Otto : Romain Duris
- Louna : Rona Hartner
- l'huissier : Daniel Laloux
- le commissaire de police : Max Morel
- le patron du salon de coiffure : Tony Librizzi
- la cliente râleuse : Jacqueline Jabbour
- le père d'Ali : Yakoub Abdelatif
- le présentateur du Festival : Hervé Pauchon
- le patron du resto : Alain Martigny
- la mère bourgeoise : Josiane Fritz
- le père bourgeois : Michel Fritz
- le libraire : Paul Halat
- le narrateur : Noël Simsolo
- Malcom X : Maamar Berrah
- Ali : Ouassini Embarek
- La mère d'Otto : Christine Pignet
- Madame Moulin : Muse Dalbray
- L'oncle : Marc Nouyrigat
- la voisine : Suzanne Flon